# Mohammed Saeid
Mohammed Khalid Saeid (født 24. december 1990 i Sverige) er en svensk fodboldspiller, der spiller for IK Sirius.

## Klubkarriere

### Lyngby Boldklub
Den 1. januar 2018 underskrev Mohammed Saeid en treårig kontrakt med Lyngby Boldklub.

### IK Sirius
Onsdag den 1. august 2018 kunne Lyngby Boldklub fortælle, at de havde ophævet kontrakten med Mohammed Saeid. Fredag den 3. august skrev han ny kontrakt med svenske IK Sirius, der spiller i Fotbollsallsvenskan.